# Manuel Guillermo Pinto
Manuel Guillermo Pinto né en juin 1783 à Buenos Aires, mort le 28 juin 1853 à Buenos Aires, est un soldat argentin qui a combattu contre les invasions anglaises et pendant la guerre d'indépendance argentine. Il atteint le rang de général et, plus tard, fut gouverneur de Buenos Aires.

## Biographie
Manuel Guillermo Pinto né à Buenos Aires en argentine part très jeune en Espagne pour étudier le droit. Il rejoint l'argentine en 1806 et s'engage à l'armée comme officier pour lutter contre les invasions anglaises dans un régiment d'artillerie.
En 1810, il participe au Conseil Ouvert qui décide la destitution du vice-roi. Il faisait partie de l'armée auxiliaire et combattit à Suipacha et Huaqui.
Manuel est envoyé en mission diplomatique en Europe, passant une période à Londres et à Cadix. Il retourne à Londres, où il organise le voyage des futurs généraux José de San Martín et Carlos María de Alvear à Buenos Aires. Il prend le commandement d'un régiment d'artillerie, et  participe avec San Martín à la révolution du 8 octobre 1812, qui renverse le premier triumvirat, et rejoint la Loge Lautaro .
L'année suivante, il rejoint le siège de Montevideo puis la campagne d' Alvear et Manuel Dorrego contre Artigas en 1815. Il est promu colonel.
Le directeur José Rondeau l'envoie en 1819 pour conclure une alliance avec les fédéraux, le général portugais Lecor, qui occupait la Banda Oriental. Il rejoint ensuite l'Armée du Nord, qui descendait de Cordoba vers Buenos Aires, mais fut arrêté lors de la mutinerie d'Arequito. Il participe à la répression du soulèvement populaire pendant l'anarchie de 1820, même s'il fut brièvement arrêté sur l'île Martín García. Il est président de l'Assemblée législative provinciale entre 1821 et 1824.
Député au Congrès général de 1824 représentant la Province de Misiones, une province qu'il ne connaissait pas. Il s'oppose à la révolution de Juan Lavalle en 1828 et combat aux côtés de Juan Manuel de Rosas. Lors des élections législatives de 1829 il est élu président à partir de 1833. A cette époque, il est promu général, et en tant que président, en 1835, il soutient l'élection de Juan Manuel de Rosas et approuve la remise de la « somme du pouvoir public ».
Il se retire de la politique l'année suivante et reste dans la ville de Buenos Aires, dédiée au commerce.id. 28 juin 1853) était un soldat argentin qui a combattu contre les invasions anglaises et pendant la guerre d'indépendance argentine . Il atteint le rang de général et, plus tard, fut gouverneur de Buenos Aires .
La course de la révolution 
Il est né à Buenos Aires en juin 1783 et, très jeune, il part en Espagne pour étudier le droit. Il revint en 1806 et s'enrôla comme officier pour lutter contre les invasions anglaises en tant qu'officier dans le Corps d'artillerie volontaire de l'Union .
En 1810, il participa au Conseil Ouvert qui décida la destitution du vice-roi . Il faisait partie de l'armée auxiliaire et combattit à Suipacha et Huaqui .
Il a été envoyé en mission diplomatique en Europe, passant une période à Londres et une autre à Cadix ; De là, il retourne à Londres, où il organise le voyage des futurs généraux José de San Martín et Carlos María de Alvear à Buenos Aires. Il retourna dans sa ville peu après eux et prit le commandement d'un régiment d'artillerie ; Ce faisant, il participa avec San Martín à la révolution du 8 octobre 1812 , qui renversa le premier triumvirat et éleva le deuxième . Il rejoint la Loge Lautaro .
L'année suivante, il rejoint le siège de Montevideo puis la campagne d' Alvear et Manuel Dorrego contre Artigas en 1815. Il est promu colonel.
Le directeur José Rondeau l'envoya en 1819 pour conclure une alliance contre les fédéraux avec le général portugais Lecor, qui occupait la Banda Oriental . Il rejoint ensuite l' Armée du Nord , qui descendait de Cordoue vers Buenos Aires, mais fut arrêté lors de la mutinerie d'Arequito . Il participa à la répression des soulèvements populaires pendant l' anarchie de 1820 , même s'il fut brièvement arrêté sur l'île Martín García . Il fut président de l'Assemblée législative provinciale entre 1821 et 1824.
Il fut député au Congrès général de 1824 représentant Misiones , une province qu'il ne connaissait pas. Il s'opposa à la révolution de Juan Lavalle en 1828 et combattit aux côtés de Juan Manuel de Rosas . Il revint à la législature lors des élections de 1829 et en fut le président à partir de 1833 ; A cette époque, il fut promu général. En tant que président de celui-ci en 1835, il vota pour l'élection de Rosas et approuva la remise de la « suma del poder público ». Il se retire de la politique l'année suivante et reste dans la ville de Buenos Aires.